# James Dickson (1784–1855)

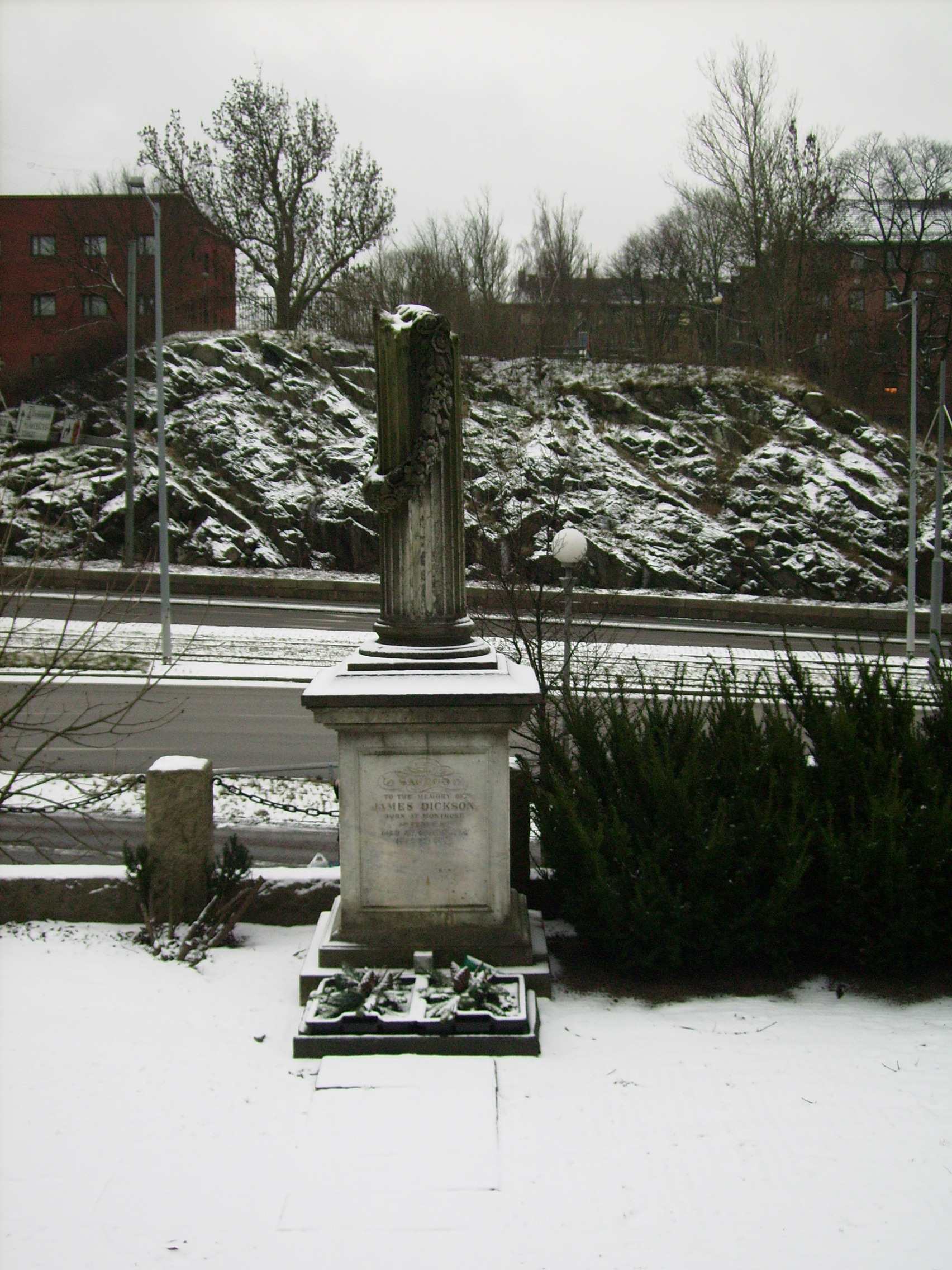
James Dicksons gravvård.

James Dickson, född 3 februari 1784 i Montrose, Skottland, död 17 november 1855 i Göteborg, var en svensk handels-, industri- och bankman samt filantrop.

## Biografi
James Dickson var son till köpmannen James Dickson och Christina Murray, bror till Robert Dickson (1782–1858) och far till James Dickson d.y. och Oscar Dickson.
James Dickson fick först anställning på ett kontor i Edinburgh 1798, men emigrerade till Sverige 1809, sju år efter sin äldre bror Robert, och bosatte sig i Göteborg där han fick burskap den 1 mars 1810. Han var en driven affärsman, som år 1816 grundade firman James Dickson & Co. Åren 1829–1833 var Dickson principal för Göteborgs sparbank, och 1831 blev han medlem av Sundhetskommitten i Göteborg, skapad för att hantera den annalkande asiatiska koleran – som mycket riktigt kom till Göteborg 1834, först i Sverige. Han var en av stiftarna till Trädgårdsföreningen i Göteborg. 
Han fick kommerseråds titel 1837 och Nordstjärneorden 1838.
År 1814 gifte han sig med Margareta Eleonora Bagge (1795–1857), och familjen bodde vid Södra Hamngatan 5. Huset uppfördes omkring 1805 för Dicksons svärfar kommerserådet Carl Bagge (1754–1818), som senare överlät det till svärsonen. Det användes som kontor och bostad för familjen fram till början av 1860-talet.
James Dickson är begravd på Örgryte gamla kyrkogård i Göteborg.